# Ватрогасни савез Србије
Ватрогасни савез Србије (скраћено ВСС) је добровољна и непрофитна организација заснована на слободи удруживања основана ради организованог добровољног учешћа грађана у спровођењу заштите од пожара, спасавању људи и имовине и реализације пројекта и програма из ове области који су од јавног интереса. Ватрогасни савез Србије је основан 1950. године. Ватрогасни савез Србије сачињавају општински, градски и међуопштински ватрогасни савези и ватрогасни савези аутономних покрајина.

## Оснивање добровољног ватрогасног друштва
Оснивање ДВД је регулисано Законом о удружењима и Законом о добровољном ватрогаству:
- ДВД могу основати најмање три физичка лица,једно или више правних лица као и физичка и правна лица заједно
- Оснивач ДВД може бити и јединица локалне самоуправе и градска општина
- ДВД се оснива и стиче својство правног лица уписом у Регистар добровољних ватрогасних друштава

## Радна тела

### Оперативно-техничка радна тела
- Штаб
- Стручно-технички савет
- Комисија за ватрогасна такмичења и унапређење суђења

### Техничка радна тела
- Комисија за организациона и статутарна питања
- Комисија за доделу ватрогасних признања
- Комисија за израду пројеката и медије
- Комисија за младе

## Савези који су део Ватрогасног савеза Србије
- Ватрогасни савез Војводине
- Ватрогасни савез Косова и Метохије
- Ватрогасни савез Београд
- Ватрогасни савез Шумадијског округа
- Ватрогасни савез Нишавског округа
- Ватрогасни савез Мачванског округа
- Ватрогасни савез Расинског округа
- Ватрогасни савез Колубарског округа
- Ватрогасни савез Поморавског округа
- Ватрогасни савез Златиборског округа
- Ватрогасни савез Моравичког округа
- Ватрогасни савез Рашког округа
- Ватрогасни савез Мачванског округа
- Ватрогасни савез Рашког округа
- Ватрогасни савез Подунавског округа
- Ватрогасни савез Браничевског округа
- Ватрогасни савез Борског округа
- Ватрогасни савез Зајечарског округа
- Ватрогасни савез Топличког округа
- Ватрогасни савез Пиротског округа
- Ватрогасни савез Јабланичког округа
- Ватрогасни савез Пчињског округа

## Службени називи
| Чинови ватрогасаца-спасилаца Ватрогасног савеза Србије | Чинови ватрогасаца-спасилаца Ватрогасног савеза Србије |
| ------------------------------------------------------ | ------------------------------------------------------ |
| Чинови                                                 | Изглед еполете                                         |
| виши ватрогасни официр 1. класе                        |                                                        |
| виши ватрогасни официр                                 |                                                        |
| ватрогасни официр 1. класе                             |                                                        |
| ватрогасни официр                                      |                                                        |
| ватрогасни подофицир 1. класе                          |                                                        |
| ватрогасни подофицир                                   |                                                        |
| ватрогасац 1. класе                                    |                                                        |
| ватрогасац                                             |                                                        |
| пионир ватрогасац 1. класе                             |                                                        |
| пионир ватрогасац                                      |                                                        |

## Видите још
- Ватрогаство
- Ватрогасац
- Розета
- Ширит
- Петокрака звезда
- Еполета
- Чинови Војске Србије
- Чинови Полиције Србије
- Звања царинских службеника Управе царина
- Чинови затворских чувара Србије
- Чинови ватрогасаца-спасилаца МУП-а Србије